# Christophe Philippe Charles
Pour les articles homonymes, voir Charles.
Christophe Philippe Charles est  un écrivain, poète, journaliste, éditeur et professeur, né à Port-au-Prince le 29 avril 1951. il est membre de l’Akademi Kreyòl Ayisyen.

## Biographie
Christophe Philippe Charles est né à Port-au-Prince le 29 avril 1951. Il a fait ses études universitaires et obtenu un diplôme en Lettres à l'Université d'État d'Haïti et a fait une maîtrise en sciences du développement[réf. nécessaire].
Il a fondé en 1978 les éditions Choucoune et membre de l’Akademi Kreyòl ayisyen depuis 2014.
Il a publié en 1979 la première anthologie de la littérature haïtienne d’expression créole. Il est aussi auteur d’une centaine de livres, tous genres confondus : poésies, contes, nouvelles, biographies littéraires et critiques, anthologies, essais politiques, littéraires et philosophiques, autobiographies et romans.

## Œuvres
- L’Aventure humaine. Port-au-Prince: Choucoune, 1971, 29 p.
- Le Cycle de la parole. Préface de Ulysse Pierre-Louis. Port-au-Prince: Choucoune, 1973; Port-au-Prince: Choucoune, 1981.
- Hurler. Port-au-Prince: Choucoune, 1974.
- L’Aventure humaine (par Christopher Carlos). Tome 1: L’Ardant sanglot. Préface de Pierre Clitandre; tome 2: Désastre. Préface de Roger Gaillard. Port-au-Prince: Choucoune, 1975.
- L’Aventure humaine: poésies 1964-1974 . Tome 1: L’Ardant sanglot (165 p.) ; tome 2: Désastre. Port-au-Prince: Fardin, 1975.
- Sept poèmes marassa. Port-au-Prince: Choucoune, 1977.
- L’Ardant sanglot. Préface de Pierre Clitandre. Port-au-Prince: Choucoune, 1978.
- Cicatrices. Port-au-Prince: Choucoune, 1979, 20 p.
- Pwezigede. Port-au-Prince: Choucoune, 1985.
- Obsessions: poèmes impressionnistes et métaréalistes. Préface de Jean Fouchard, postface de René Bélance. Port-au-Prince: Choucoune, 1985, 83 p.
- Poèmes pour la paix et la libération. Port-au-Prince: Choucoune, 1986, 28 p.
- La Terre promise: tankas, études japonaises. Port-au-Prince: Choucoune, 1989, 40 p.
- Fantasmagonie. Préface de Pradel Pompilus. Port-au-Prince: Choucoune, 1993.
- Un obus dans l’œil pourpre du couchant. Préface du docteur Louis Mars. Port-au-Prince: Choucoune, 1996.
- Toupi lavi, pwezi kreyòl. Port-au-Prince: Choucoune, 1999.
- Néance ou le cri des terriens damnés. Port-au-Prince: Choucoune, 2002.
- Poèmes d’amour fou. Port-au-Prince: Choucoune, 2011.
- Le sang des mots. Port-au-Prince: Choucoune, 2011.
- Parabole des masques, poésie. Port-au-Prince: Choucoune, 2011.
- L’épopée du rêve, poèmes omnivores. Port-au-Prince: Choucoune, 2011.

## Distinctions
- 2002 : Prix Gouverneur de la Rosée du Livre et de la Littérature, pour les Éditions Choucoune, Ministère de la Culture, Haïti[4].